# Cladosporium baccae
Cladosporium baccae är en svampart som beskrevs av Verwoerd & Dippen. 1930. Cladosporium baccae ingår i släktet Cladosporium och familjen Davidiellaceae.   Inga underarter finns listade i Catalogue of Life.